# MCA Inc.
MCA Inc. (acronimo di Music Corporation of America) era un conglomerato mediatico americano fondato nel 1924. Originariamente era un'agenzia di talenti con clienti artisti del mondo della musica, la società è diventata una forza importante nell'industria cinematografica e in seguito si è espansa nella produzione televisiva. La MCA pubblicava musica, prenotava spettacoli, gestiva una casa discografica, rappresentava star del cinema, della televisione e della radio e alla fine produceva e vendeva programmi televisivi alle tre principali reti televisive, in particolare alla NBC.
La MCA è stata il predecessore legale della Vivendi Universal e quindi della NBCUniversal. L'altro suo successore legale è Universal Music Group Holding Corp, una holding di proprietà di Universal Music Group (che ha assorbito PolyGram).

## Storia

### Primi anni
La MCA è stata fondata nel 1924 da Jules Stein e William R. Goodheart, Jr., come Music Corporation of America, un'agenzia di prenotazione musicale con sede a Chicago, Illinois. La MCA ha aiutato le prime pioneristiche band itineranti e artisti famosi. All'inizio, la MCA ingaggiò artisti di spicco come King Oliver e Jelly Roll Morton per i club e gli speakeasy gestiti da famigerati mafiosi di Chicago come Al Capone e altri.
Lew Wasserman entrò nella MCA nel 1936 all'età di 23 anni e scalò i ranghi della MCA per più di quattro decenni, con Sonny Werblin come suo braccio destro. Wasserman ha contribuito a creare il programma radiofonico della MCA, Kollege of Musical Knowledge di Kay Kyser, che ha debuttato su NBC Radio quello stesso anno. In seguito a quel successo, Stein insediò Wasserman a New York City nel 1937, ma Wasserman lo convinse che Hollywood era il posto migliore per la crescita dell'azienda.

### "Le regole della strada"
L'azienda è stata guidata per mezzo della codificazione, da parte di Stein, della così dette "regole della strada" degli animali domestici. Le regole furono tramandate dall'era del proibizionismo, della zona di Chicago (citata in libri come Citizen Cohn e The King and Queen of Hollywood) all'azienda dell'area di Los Angeles degli anni '40, che si stava concentrando sulla rappresentazione degli attori cinematografici.
Le regole furono successivamente passate alla generazione degli agenti di talento della MCA degli anni '50, tra cui Jerry Perenchio, che in seguito possedette e diresse una serie di aziende tra cui Univision dal 1992 al 2007. Perenchio era ben noto per la sua versione delle Regole (fino a venti regole), che variavano di anno in anno e presentavano alcune contraddizioni interne (Nel 2006 Perenchio dichiarò che mentre esisteva una regola "divieto di nepotismo", lui sapeva che suo figlio all'epoca faceva parte del consiglio di amministrazione della società).

### Trasferirsi a Hollywood: "The Octopus"
Nel 1939, sulla base della raccomandazione di Wasserman, la sede della MCA si trasferì da Chicago a Beverly Hills, in California, creando anche una divisione cinematografica. La compagnia iniziò ad acquisire agenzie di talenti, che rappresentavano attori affermati come James Stewart, Henry Fonda, Bette Davis, Jane Wyman e Ronald Reagan, ai quali Wasserman divenne molto vicino personalmente. Nei decenni successivi, Wasserman molto amico di Reagan lo aiutò a vincere la presidenza della Screen Actors Guild (SAG) nel 1947, poi all'elezione a governatore della California nel 1966 e infine a presidente degli Stati Uniti nel 1980.
Alla fine degli anni '30, la MCA era diventata la più grande agenzia di talenti del mondo, con oltre 700 clienti, tra cui star del cinema, artisti discografici, attori di Broadway, star della radio e registi. L'aggressiva acquisizione di clientela da parte dell'azienda in tutti i settori dell'intrattenimento ha valso a MCA il soprannome di "The Octopus".  Le attività della società hanno portato gli agenti del Dipartimento di Giustizia degli Stati Uniti a indagare per valutare se la MCA fosse un monopolio che violava le leggi antitrust, ma anche su sospetti collegamenti con attività criminali della malavita. Questa indagine continuò anche nei decenni successivi.

### Revue Productions e gli albori della televisione
Nel 1948, Jules Stein divenne il primo presidente della MCA, affidando a Lew Wasserman l'incarico di presidente delle operazioni quotidiane dell'azienda. Quell'anno, Stein e Wasserman decisero di dedicarsi a un nuovo mezzo che avrebbe presto cambiato l'industria dell'intrattenimento: la televisione. Molti studi cinematografici decisero di non abbracciare questo nuovo mezzo di comunicazione, pensando che fosse solo una moda passeggera e sarebbe presto svanito, la MCA decise invece di abbracciarlo pienamente. Prima, tuttavia, la società doveva ottenere una deroga dalla Screen Actors Guild, che all'epoca stabilì che alle agenzie di talenti come MCA era vietato produrre programmi TV o film. Grazie al neoeletto presidente della SAG, Ronald Reagan (un cliente della MCA), le fu concessa l'importante deroga per iniziare a produrre anche programmi TV.
Dopo che la deroga fu concessa, la società costituì la MCA Television Limited. Nel 1950, la Revue Productions, una volta azienda di promozione di concerti dal vivo che produceva eventi dal vivo "Stage Door Canteen" per l'USO durante la seconda guerra mondiale, fu rilanciata come filiale di produzione televisiva della MCA. Nel 1956, Revue divenne il principale fornitore di prodotti televisivi per tutte le reti di trasmissione, abbracciando tre decenni di programmi televisivi come Armor Theatre, General Electric Theatre, The Jane Wyman Show, Leave It to Beaver, Wagon Train e molti altri. Fino al 1958, tutti gli spettacoli della Revue furono girati nel vecchio studio della Republic Pictures a Studio City, California .
Nel febbraio 1958, la MCA acquisì la libreria di film in sonoro pre-1950 della Paramount Pictures attraverso una filiale della MCA di recente creazione, la EMKA, Ltd.
Nel dicembre 1958, la MCA acquistò un lotto di 1,71km2 degli Universal Studios dalla Universal Pictures per $ 11.250.000 e ribattezzato, così come l'attuale unità televisiva, Revue Studios. Come parte dell'accordo, la MCA affittò gli studi alla Universal per 2 milioni di dollari all'anno, oltre all'accesso illimitato ai clienti della MCA come Jimmy Stewart, Rock Hudson, Doris Day e Alfred Hitchcock per realizzare film per la Universal.
Stein, che a quel tempo era l'unico proprietario della MCA, decise di quotare in borsa la società cedendo il 51% della sua quota di MCA ai suoi dipendenti, inclusa una quota del 20% per Wasserman. La società fu quotata alla Borsa di New York il 10 novembre 1958 e ribattezzata come MCA Inc. Un paio di anni dopo, Alfred Hitchcock cedette alla MCA i suoi diritti su Psycho e sulla sua antologia televisiva in cambio di 150.000 azioni, diventando il terzo maggiore investitore della MCA e il suo capo alla Universal.

### Acquisizioni di Universal Pictures e Decca Records
Il 18 giugno 1962, gli azionisti della Decca Records accettarono l'offerta di acquisizione della MCA dopo che l'etichetta discografica aveva avviato trattative per una fusione quell'aprile. All'epoca la Decca possedeva la Coral Records e la Brunswick Records, nonché una quota dell'89% nella Universal Pictures Company, Inc.
Il 13 luglio 1962, il Dipartimento di Giustizia degli Stati Uniti intentò una causa contro la MCA, accusandola di aver violato le leggi antitrust per l'acquisizione della quota di controllo della Decca in Universal. Per mantenere la Universal, la MCA avrebbe dovuto chiudere la sua agenzia di talenti, che rappresentava la maggior parte dei più grandi nomi del settore (alcuni dei quali erano gestiti personalmente da Wasserman). In realtà, l'agenzia di talenti della MCA divenne inattiva il giorno in cui il Dipartimento di Giustizia intentò la causa; scioglierla quell'ottobre fu solo una mera formalità.
Gli ex agenti della MCA fondarono rapidamente nuove agenzie, molte delle quali sono ormai parte integrante del tessuto aziendale dell'attuale talent management; la Chartwell Artists di Jerry Perenchio rappresentò Elizabeth Taylor e Muhammad Ali. Gli ex agenti della MCA Freddie Fields e David Begelman fondarono la Creative Management Associates, altra importante nuova agenzia.
Alla fine del 1962, la MCA assunse la piena proprietà della Universal.
Nel 1964, la MCA entrò nel settore dell'editoria musicale quando acquisì la Leeds Music di Lou Levy, e fondò la Universal City Studios lo stesso anno nel tentativo di fondere sotto un unico ombrello sia la Universal Pictures che la sua divisione Revue Studios, che fu poi reincorporata come Universal Television nel 1966.
Il 15 luglio 1964, la MCA istituì lo Studio Tour, che offriva agli ospiti uno sguardo dietro le quinte della produzione cinematografica e televisiva degli Universal Studios. Fu così che nacque quello che oggi è il parco a tema Universal Studios Hollywood. Nei decenni successivi, parchi simili furono costruiti e ampliati sotto l'egida dell'MCA come l'Universal Orlando Resort a Orlando, in Florida, e l'Universal Studios Japan a Osaka.
Nel 1966, la MCA fondò la Uni Records a Hollywood, in California, e nel 1967, acquistò la Kapp Records con sede a New York.  Nello stesso anno la MCA acquisì anche il produttore di chitarre Danelectro e il rivenditore in centri commerciali Spencer Gifts.

### Ulteriore espansione
Nel 1967 venne fondata l'etichetta MCA Records al di fuori degli Stati Uniti e del Canada per distribuire le uscite del gruppo di etichette della MCA. Nel 1971 la Decca, la Kapp e la Uni si fusero nella MCA Records; le tre etichette mantennero le loro identità per un breve periodo, ma presto vennero ritirate a favore dell'etichetta MCA. La prima pubblicazione della MCA Records negli Stati Uniti fu "Crocodile Rock" di Elton John nel 1972. Nel 1973 uscì l'ultima pubblicazione pop dell'etichetta Decca, "Drift Away", un successo pop di Dobie Gray che arrivò al quinto posto.
Nel 1969 la MCA fallì due fusioni. Inizialmente, era stata pianificata una fusione con la Westinghouse Electric Corporation, ma questa fallì in aprile, e a luglio, fu annunciata una proposta di fusione con la Firestone Tire and Rubber Company, ma anche questa fu annullata a settembre.
Nel 1973, Stein si dimise dall'azienda che aveva fondato e Wasserman assunse la carica di presidente e amministratore delegato, mentre Sidney Sheinberg fu nominato presidente e direttore operativo della MCA. Altri dirigenti della MCA erano Lawrence R. Barnett, che diresse la divisione spettacoli dal vivo dell'agenzia durante gli anni di massimo splendore dell'agenzia negli anni '50 e '60, e Ned Tanen, a capo della Universal Pictures. Tanen è l'ideatore di successi della Universal come Animal House, Sixteen Candles e The Breakfast Club di John Hughes.
La MCA ha pubblicato inoltre gli album delle colonne sonore della maggior parte dei film distribuiti dalla Universal Pictures.
Nel 1975, la società entrò nel settore dell'editoria libraria con l'acquisizione di GP Putnam's Sons. Nel 1979 acquisì la ABC Records insieme alle sue sussidiarie Paramount Records, Impulse! Record e Dot Records. La ABC aveva acquisito le etichette Paramount e Dot quando nel 1974 acquistò le etichette discografiche dalla Gulf+Western, allora società proprietaria della Paramount Pictures.
Dal 1983 al 1989, Irving Azoff è stato presidente della MCA Records ed è accreditato per aver ribaltato le sorti dell'etichetta.
Il catalogo della Chess Records fu acquisito dai resti della Sugarhill nel 1985. La Motown Records fu acquistata invece nel 1988 (e venduta poi alla PolyGram nel 1993). La GRP Records (che divenne per alcuni anni l'etichetta di musica jazz della MCA e iniziò così a gestire il catalogo jazz della compagnia) e la Geffen Records (che fungeva da sussidiaria per la musica mainstream) furono acquisite nel 1990.
La MCA ha acquisito anche altre attività esterne all'industria musicale. Nel 1981 divenne azionista di USA Network, arrivando a possedere il 50% della rete (l'altra metà era di proprietà della Paramount). Nel 1982, la sua divisione editoriale, GP Putnam's Sons, acquistò Grosset &amp; Dunlap dalla Filmways. Nel 1984, acquistò la Walter Lantz Productions e i suoi personaggi, tra cui Woody Woodpecker. Nel 1985, fu invece la volta della società di giocattoli e videogiochi LJN. Nel 1987 acquistò anche una stazione televisiva a New York City, la WWOR-TV (precedentemente WOR-TV), dalla RKO General, sussidiaria della GenCorp, che era al centro di uno scandalo sulle licenze.
Nel 1982, la MCA decise di avviare la sua unità di videogiochi, la MCA Video Games, guidata dai tecnici dell'unità MCA DiscoVision.
Nel 1983, la MCA Videogames, e la Atari Inc. strinsero una partnership per avviare Studio Games, una joint venture che avrebbe sviluppato videogiochi basati sulle proprietà cinematografiche e televisive della MCA, in particolare della Universal Pictures, allora di loro proprietà.
Nel 1990, la MCA assunse Jeff Segal, dirigente della Hanna-Barbera, per avviare la sua divisione MCA Family Entertainment (alias Universal Family Entertainment) che aveva la Universal Cartoon Studios come sua sussidiaria.

### Vendita a Matsushita e Seagram
Il 26 novembre 1990, il conglomerato multinazionale giapponese Matsushita Electric Industrial Co., Ltd. accettò di acquisire MCA per 6,59 miliardi di dollari. Nel 1991 la MCA fu costretta a vendere la WWOR-TV alla Pinelands, Inc. a causa delle norme della Federal Communications Commission (FCC) secondo cui le società straniere non potevano possedere più del 25% di una stazione televisiva statunitense.
Nel 1995, Seagram acquisì l'80% della MCA da Matsushita. Il 26 novembre 1996, la MCA annunciò che avrebbe acquisito la società di distribuzione televisiva Multimedia Entertainment da Gannett, che aveva acquisito la Multimedia Inc. (di cui Multimedia Entertainmente faceva parte) nel 1995, per 40 milioni di dollari.

### Anni successivi
Il 9 dicembre 1996, i nuovi proprietari abbandonarono il nome MCA, la società divenne Universal Studios, Inc. La divisione musicale della MCA, MCA Music Entertainment Group, fu rinominata Universal Music Group. La MCA Records continuò a esistere come etichetta all'interno della Universal Music Group. L'anno successivo, la GP Putnam's Sons fu venduta alla Penguin Group, filiale della Pearson PLC.
Nella primavera del 2003, la MCA Records venne incorporata nella Geffen Records. La sua etichetta di musica country, la MCA Nashville Records, è invece ancora in attività. Il catalogo di musica classica dell'MCA è attualmente gestito dalla Deutsche Grammophon.